# Dolichocephala pavonica
Dolichocephala pavonica är en tvåvingeart som beskrevs av Vaillant och Gagneur 1998. Dolichocephala pavonica ingår i släktet Dolichocephala och familjen dansflugor. Inga underarter finns listade i Catalogue of Life.